# Алехандро Фаббрі
Алехандро Фаббрі (ісп. Alejandro Fabbri; нар. 27 жовтня 1982) — колишній аргентинський тенісист.
Найвищу одиночну позицію світового рейтингу — 328 місце досяг 4 жовтня 2004, парну — 166 місце — 6 липня 2009 року.

## Титули Челленджер/Ф'ючерс

### Одиночний розряд
| Легенда         |
| --------------- |
| ITF Ф'ючерс (7) |

| Ранг | Дата     | Турнір                      | Рівень  | Покриття | Суперник               | Рахунок          |
| ---- | -------- | --------------------------- | ------- | -------- | ---------------------- | ---------------- |
| 1.   | Чер 2004 | Мексика F8, Торреон         | Ф'ючерс | Тверде   | Родрігу-Антоніу Гріллі | 6–4, 6–3         |
| 2.   | Чер 2004 | США F14, Саннівейл          | Ф'ючерс | Тверде   | К. Дж. Гіппенстіл      | 6–4, 6–3         |
| 3.   | Сер 2007 | Аргентина F14, Баїя-Бланка  | Ф'ючерс | Ґрунт    | Дієґо Веронельї        | 3–6, 6–2, 6–0    |
| 4.   | Вер 2007 | Аргентина F15, Буенос-Айрес | Ф'ючерс | Ґрунт    | Дам'ян Патріарка       | 6–7(5), 6–3 ret  |
| 5.   | Лис 2007 | Уругвай F1, Монтевідео      | Ф'ючерс | Ґрунт    | Крістіан Вільяґран     | 3–6, 7–6(3), 6–3 |
| 6.   | Гру 2008 | Аргентина F17, Тукуман      | Ф'ючерс | Ґрунт    | Дієґо Альварес         | 7–5, 2–6, 6–0    |
| 7.   | Жов 2009 | Аргентина F19, Сан-Хуан     | Ф'ючерс | Ґрунт    | Маркос Коносенте       | 6–2, 6–4         |

### Парний розряд
| Легенда            |
| ------------------ |
| ATP Челленджер (1) |
| ITF Ф'ючерс (21)   |

| Ранг | Дата     | Турнір                                      | Рівень     | Покриття | Партнер                  | Суперники                             | Рахунок          |
| ---- | -------- | ------------------------------------------- | ---------- | -------- | ------------------------ | ------------------------------------- | ---------------- |
| 1.   | Жов 2011 | Аргентина F19, Мендоса                      | Ф'ючерс    | Ґрунт    | Джонатан Гонсалія        | Мартін Алунд Ренцо Оліво              | 6–3, 6–0         |
| 2.   | Вер 2011 | Аргентина F16, Сантьяго-дель-Естеро (місто) | Ф'ючерс    | Ґрунт    | Джонатан Гонсалія        | Хуан-Пабло Амадо Андреа Колларіні     | 7–4(4), 6–4      |
| 3.   | Сер 2011 | Аргентина F12, Неукен (місто)               | Ф'ючерс    | Ґрунт    | Хуан-Пабло Вільяр        | Томас Бучасс Матео Ніколас Мартінес   | 6–4, 1–6, [10–5] |
| 4.   | Сер 2011 | Аргентина F10, Буенос-Айрес                 | Ф'ючерс    | Ґрунт    | Гільєрмо Буйневич        | Гільєрмо Каррі Факундо Мена           | 4–6, 6–3, [10–8] |
| 5.   | Чер 2011 | Італія F13, Парма                           | Ф'ючерс    | Ґрунт    | Хуан-Мартін Арангурен    | Омар Джакалоне Джанлука Назо          | 6–4, 7–6(5)      |
| 6.   | Тра 2010 | Італія F10, Чезена                          | Ф'ючерс    | Ґрунт    | Хуан-Мартін Арангурен    | Пабло Сантос Габрієль Трухільйо Солер | 6–2, 7–6(2)      |
| 7.   | Тра 2010 | Італія F8, Поццуолі                         | Ф'ючерс    | Ґрунт    | Хуан-Мартін Арангурен    | Ден Еванс Лауринас Грігеліс           | 6–4, 7–6(4)      |
| 8.   | Лис 2009 | Аргентина F22, Баїя-Бланка                  | Ф'ючерс    | Ґрунт    | Джонатан Гонсалія        | Маріано Бенедікті Марко Трунгелліті   | 6–2, 6–2         |
| 9.   | Жов 2009 | Аргентина F19, Сан-Хуан                     | Ф'ючерс    | Ґрунт    | Дієґо Крістін            | Алехандро Кон Хуан-Мануель Вальверде  | 3–6, 6–4, [10–6] |
| 10.  | Жов 2009 | Аргентина F18, Ла-Ріоха (провінція Іспанії) | Ф'ючерс    | Ґрунт    | Дієґо Крістін            | Гільєрмо Дюран Валентін Флорес        | 7–6(4), 7–6(9)   |
| 11.  | Вер 2009 | Аргентина F16, Сальта (місто)               | Ф'ючерс    | Ґрунт    | Леандро Мігані           | Факундо Аргуельйо Агустін Пікко       | 6–3, 3–6, [10–7] |
| 12.  | Тра 2009 | Італія F10, Поццуолі                        | Ф'ючерс    | Ґрунт    | Хуан-Мартін Арангурен    | Леонардо Аццаро Вальтер Трузенді      | 6–4, 6–4         |
| 1.   | Жов 2008 | Asunción Challenger, Асунсьйон              | Челленджер | Ґрунт    | Леонардо Маєр            | Мартін Гарсія Маріано Худ             | 7–5, 6–4         |
| 13.  | Бер 2008 | Єгипет F1, Каїр                             | Ф'ючерс    | Ґрунт    | Хуан-Мартін Арангурен    | Карім Маамун Шеріф Сабри              | 7–5, 6–4         |
| 14.  | Сер 2007 | Аргентина F14, Баїя-Бланка                  | Ф'ючерс    | Ґрунт    | Дам'ян Патріарка         | Гільєрмо Буйневич Даміан Лістінгарт   | 6–1, 6–1         |
| 15.  | Тра 2007 | Італія F14, Поццуолі                        | Ф'ючерс    | Ґрунт    | Антоніо Пасторіно        | Сергій Демьохін Лука Ванні            | 6–1, 7–5         |
| 16.  | Кві 2007 | Італія F12, П'яченца                        | Ф'ючерс    | Ґрунт    | Гільєрмо Каррі           | Іван Церович Александрос Якуповіч     | 5–7, 6–4, 6–3    |
| 17.  | Кві 2007 | Італія F11, Падуя                           | Ф'ючерс    | Ґрунт    | Габрієль Трухільйо Солер | Блаж Кавчич Грега Жемля               | 7–6(5), 6–2      |
| 18.  | Вер 2006 | Бразилія F11, Гоянія                        | Ф'ючерс    | Ґрунт    | Марсіу Торріс            | Карлос Сірне-Ліма Ренату Сілвейра     | 6–4, 6–3         |
| 19.  | Жов 2005 | Чилі F4, Сантьяго                           | Ф'ючерс    | Ґрунт    | Мартін Віларрубі         | Хуан-Пабло Амадо Агустін Тарантіно    | 6–1, 6–2         |
| 20.  | Жов 2005 | Болівія F2, Санта-Крус-де-ла-Сьєрра         | Ф'ючерс    | Ґрунт    | Мартін Віларрубі         | Максімо Гонсалес Дам'ян Патріарка     | 7–6(4), 6–4      |
| 21.  | Вер 2005 | Болівія F1, Кочабамба                       | Ф'ючерс    | Ґрунт    | Мартін Віларрубі         | Хуан-Пабло Амадо Агустін Тарантіно    | 2–6, 6–2, 6–1    |